# Droga krajowa nr 43 (Węgry)
Droga krajowa nr 43 (węg. 43-as főút) – droga krajowa w komitacie Csongrád w południowych Węgrzech. Długość - 55 km. Przebieg: 
- Szeged – skrzyżowanie z drogą 5 i z 47
- Kiszombor – skrzyżowanie z drogą 431
- Makó – most na Maruszy
- przejście graniczne Nagylak – Nădlac na granicy węgiersko-rumuńskiej - połączenie z rumuńską drogą 7